# 아우구스테 빅토리아 폰 슐레스비히홀슈타인 공녀
아우구스테 빅토리아 폰 슐레스비히홀슈타인존더부르크아우구스텐부르크 공녀(독일어: Auguste Viktoria Prinzessin von Schleswig-Holstein-Sonderburg-Augustenburg, 1858년 10월 22일 ~ 1921년 4월 11일)는 프로이센 왕비이자 독일 제국의 마지막 황후이다. 부군은 빌헬름 2세이다.

## 생애
아우구스테 빅토리아는 1858년 10월 22일에 폴란드의 돌치히 궁전에서 태어났다. 아버지는 슐레스비히홀슈타인 공작 프리드리히 8세, 어머니는 호엔로에랑엔부르크의 아델하이트이다. 아우구스테 빅토리아는 1881년 2월 27일 베를린에서 빌헬름과 결혼했다. 아우구스테 빅토리아의 외할머니 페오도라는 빅토리아 여왕의 언니로, 빅토리아 여왕은 빌헬름 2세의 할머니였기 때문에 두 사람은 육촌이다.
1918년 독일 제국이 망하면서 아우구스테 빅토리아는 남편과 함께 네덜란드로 망명했다. 건강이 나빠진 그녀는 1921년 4월 11일에 망명지 도른에서 사망했다. 빌헬름 2세는 이듬해 27세 연하의 미망인 로이스그라이츠의 헤르미네와 재혼했다.

## 자녀
빌헬름 2세와의 사이에서 6남 1녀를 두었다.
| 사진 | 이름                               | 생일             | 사망                    | 기타                                                                                 |
| ---- | ---------------------------------- | ---------------- | ----------------------- | ------------------------------------------------------------------------------------ |
|      | 빌헬름 폰 프로이센 황태자          | 1882년 5월 6일   | 1951년 7월 20일 (69세)  | 체칠리에 인 메클렌부르크슈베린 여공작과 결혼, 슬하 4남 2녀 (루이 페르디난트 등)      |
|      | 아이텔 프리드리히 폰 프로이센 왕자 | 1883년 7월 7일   | 1942년 12월 8일 (59세)  | 올덴부르크의 조피 샤를로테 여공작과 결혼, 자녀 없음                                  |
|      | 아달베르트 폰 프로이센 왕자        | 1884년 7월 14일  | 1948년 9월 22일 (64세)  | 작센마이닝겐의 아델라이드 공녀와 결혼, 슬하 1남 2녀                                  |
|      | 아우구스트 빌헬름 폰 프로이센 왕자 | 1887년 1월 29일  | 1949년 3월 25일 (62세)  | 슐레스비히홀슈타인존더부르크글뤽스부르크의 알렉산드라 빅토리아 공녀와 결혼, 슬하 1남 |
|      | 오스카어 폰 프로이센 왕자          | 1888년 7월 27일  | 1958년 1월 27일 (69세)  | 이나 마리 폰 바스비츠 여백작과 결혼, 슬하 3남 1녀                                    |
|      | 요아힘 폰 프로이센 왕자            | 1890년 12월 17일 | 1920년 7월 18일 (29세)  | 안할트의 마리 아우구스테 공녀와 결혼, 슬하 1남                                       |
|      | 빅토리아 루이제 폰 프로이센 왕녀   | 1892년 9월 13일  | 1980년 12월 11일 (88세) | 에른스트 아우구스트 폰 하노버와 결혼, 슬하 4남 1녀                                   |

| 전임 프린세스 로열 빅토리아 | 독일 황후 프로이센 왕비 1888년 6월 15일~1918년 11월 9일 | 후임 (폐지) |